# Rainer Waberski
Rainer Waberski (* 22. Oktober 1943) ist ein ehemaliger deutscher Fußballspieler. Der Stürmer hat von 1964 bis 1972 bei den Vereinen Bayer 04 Leverkusen, VfB Lübeck und Heider SV insgesamt 143 Pflichtspiele in den damals zweitklassigen Fußball-Regionalligen West und Nord absolviert und dabei 39 Tore erzielt.

## Laufbahn

### Jugend
Bei den Schwarz-Weißen des Heider SV in Dithmarschen durchlief der Junior Waberski die Jugendklassen und fand durch seine technischen Fertigkeiten und Torgefahr im Jahr 1961 Aufnahme in die deutsche Jugendnationalmannschaft. Im Wettbewerb um den DFB-Jugendpokal der Landesverbände qualifizierte sich der Angreifer im Oktober 1960 mit einem 5:0-Auswärtserfolg gegen Berlin für das Finalspiel am 27. November. In der zweiten Halbzeit erzielte der Heider-Angreifer drei Tore gegen die Berliner, in deren Reihen der spätere Nationalspieler Bernd Patzke von Minerva 93 verteidigte. Unter dem damalig zuständigen DFB-Trainer Helmut Schön debütierte der A-Jugendliche des „kleinen HSV“ am 12. März 1961 in Flensburg beim Freundschaftsländerspiel gegen England in der DFB-Jugendauswahl. Beim 2:0-Erfolg zeichnete er sich auf der Mittelstürmerposition als Torschütze aus. Im Angriff hatte Helmut Schön im WM-System auf die Besetzung mit Fritz Boyens, Wolfgang Overath, Waberski, Gerhard Elfert (1 Tor) und Horst Wild vertraut. Beim UEFA-Juniorenturnier 1961 in Portugal belegten die DFB-Junioren den 3. Platz; zum 2:1-Erfolg am 8. April in Lissabon im kleinen Finale gegen Spanien steuerte Waberski einen Treffer bei. Der Offensivakteur aus Heide gehörte auch im Jahr 1962 in Rumänien an der Seite von Mitspielern wie Sepp Maier, Wolfgang Weber, Reinhard Libuda und Gerd Saborowski ein zweites Mal der DFB-Elf beim UEFA-Juniorenturnier an. Den Start im Seniorenfußball versuchte er im heimischen HSV-Stadion an der Meldorfer Straße in der Amateurliga Schleswig-Holstein. Das Offensivtalent gehörte den zwei Meistermannschaften 1962 und 1963 in der Amateurliga Schleswig-Holstein an. In der Aufstiegsrunde zur Oberliga Nord scheiterte der noch A-Junior 1962 an der Seite von Mitspielern wie Joachim Otto und Willi Gerdau an Aufsteiger Arminia Hannover, TSV Uetersen und dem SSV Delmenhorst. In vier Aufstiegsspielen hatte Waberski zwei Tore erzielt.
Am Aufstieg in die  Regionalliga Nord zur Saison 1963/64 scheiterte Heide aber klar. Nach einem dritten Rang in der Serie 1963/64 nahm er das Angebot von Bayer 04 Leverkusen an und wechselte zur Saison 1964/65 in die Zweitklassigkeit der Regionalliga West.

### Regionalliga, 1964 bis 1972
Unter Trainer Fritz Pliska debütierte der Neuzugang aus Heide am 16. August 1964 im heimischen Ulrich-Haberland-Stadion bei einem 3:3-Remis gegen Fortuna Düsseldorf in der Regionalliga West. Er agierte als Mittelstürmer und erzielte ein Tor. In der Abwehr gab Werner Biskup den Ton an und an der Seite von Waberski stürmten Könner wie Hans-Otto Peters, Franz-Josef Wolfframm und Werner Görts. Bayer spielte überraschend um den Klassenerhalt und Waberski erzielte in 14 Ligaspielen fünf Tore beim Erreichen des rettenden 16. Platzes. In seinem zweiten Jahr in Leverkusen übernahm Theo Kirchberg das Traineramt und mit Karl-Heinz Ripkens, Dieter Fern, Hans Broichhausen und Helmut Brücken kamen neue Offensivkräfte zu Bayer 04. Für Waberski verlief die Runde unbefriedigend, er kam nur zu vier Einsätzen. Im Weltmeistersommer 1966 kehrte er nach Norddeutschland zurück und schloss sich zur Saison 1966/67 in der Regionalliga Nord dem VfB Lübeck an.
Bei den Grün-Weißen von der Lohmühle stürmte Waberski fünf Runden in der Regionalliga Nord. Den größten Erfolg erlebte er mit dem VfB in der Saison 1968/69, als unter Trainer Kurt „Jockel“ Krause die Vizemeisterschaft errungen werden konnte. Waberski erzielte an der Seite von Mitspielern wie Manfred Bomke (Torhüter), Horst Wenzel, Claus Schygulla, Hans-Jürgen Wittfoht, Siegfried Bronnert, Otto Hartz, Helmut Hosung, Siegfried Agurew und Gerd-Volker Schock in 27 Ligaspielen elf Tore. In der anschließenden Bundesligaaufstiegsrunde kam er in den Spielen gegen Rot-Weiß Oberhausen, Freiburger FC, SV Alsenborn und Hertha Zehlendorf in sechs Spielen auf zwei Tore. Aber auch die Lokalderbys gegen Phönix Lübeck, die Elf vom Stadion an der Travemünder Allee belegte den sechsten Rang, mit deren Leistungsträgern Jürgen Stars (Torhüter), Peter Nogly, Siegfried Beyer und Jochen Aido ragten in dieser Runde heraus. Mit dem 2:2-Remis am 16. Mai 1971 bei Göttingen 05 beendete der Angreifer nach insgesamt 115 Regionalligaeinsätzen für den VfB Lübeck mit 33 Toren nach der Saison 1970/71 seine Aktivität bei den Grün-Weißen und kehrte in seine Heimat nach Heide zurück.
Unter Trainer Werner Bannasch belegte Heide 1971/72 in der Regionalliga Nord den neunten Rang. Waberski konnte neben Mitspielern wie Jens-Uwe Schnoor (Torhüter), Udo Schmidt, Heinz Kühn, Peter Darsow, Peter-Reinhard Pulter, Hans-Jürgen Reh und Horst Friedrichsen aber lediglich in zehn Einsätzen mitwirken. In seinem letzten Regionalligaspiel, den 3. April 1972, bei einer 1:3-Auswärtsniederlage gegen Olympia Wilhelmshaven, erzielte er seinen einzigen Treffer in der Saison.
Ab der Runde 1972/73 klang seine fußballerische Laufbahn beim ATSV Stockelsdorf, unmittelbar bei Lübeck gelegen, im Amateurbereich aus.

## Nach der Spielerlaufbahn
Als Trainer und Liga-Obmann wirkte er beim FC Dornbreite. Dem VfB Lübeck blieb er durch seine berufliche Tätigkeit als Sportredakteur, viele Jahre lang bei den Lübecker Nachrichten und später als Chefredakteur von Nord Sport, stets eng verbunden. Neben seinen Redakteurstätigkeiten war er zwischenzeitlich auch als Inhaber einer Sport- und Event-Agentur für die Organisation von Freundschaftsspielen verantwortlich.